# Lingadhal, Gadag
Lingadhal là một làng thuộc tehsil Gadag, huyện Gadag, bang Karnataka, Ấn Độ.